# 메리 베스 휴즈

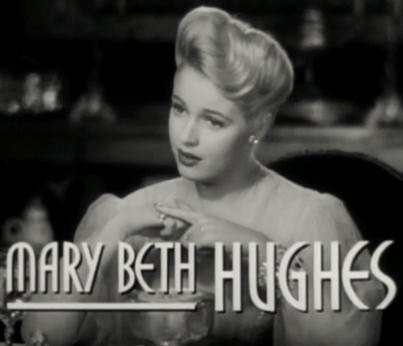

메리 베스 휴즈(Mary Beth Hughes, 1919년 11월 13일 ~ 1995년 8월 27일)는 미국의 배우, 연극 배우, 텔레비전 배우, 영화배우이다.
로스앤젤레스에서 사망하였다.

## 영화
- 클로즈 투 마이 하트 (1951년) - 알린 역
- 영 맨 위드 어 혼 (1950년)
- 오케스트라 와이브즈 (1942년)
- 그레이트 아메리칸 브로드캐스트 (1941년)
- 여자들 (1939년)
- 브로드웨이 세레나데 (1939년)